# Всесвітня виставка 1897
Всесвітня виставка 1897 (фр. Exposition Internationale de Bruxelles, нід. Wereldtentoonstelling te Brussel) відбулася в Брюсселі, Бельгія з 10 травня по 8 листопада. В виставці взяли участь 27 країн, виставку відвідало 7.8 млн осіб. Основними місцями проведення виставки були обрані парк п'ятдесятиріччя і місцевість Тервюрен.

## Колоніальна виставка
У Тервюрені був створений Палац колоній (хоча там була експозиція тільки однієї колонії) розроблений бельгійським архітектором Альбертом-Філіпом Алдофе. В інтер'єрі виставки були представлені етнографічні предмети, опудала тварин, а в «Залі Великої Культури» Конго — найважливіші експортні продукти з Африки: кава, какао і тютюн. У парку було побудоване конголезьке село, де 60 африканців жили протягом всього періоду проведення виставки. Успіх цієї виставки призвів до заснування Королівського музею Центральної Африки в 1898.

## Художня виставка
Основними художниками виставки були бельгійські майстри стилю модерн Анрі ван де Вельде, Поль Анкар, Гедеон Борда і Гюстав Серруріер-Бові. Анрі Пріва-Лівмонт підготував плакати для експозиції. Невеликий неокласичний павільйон називався Храм людських пристрастей.

## Галерея

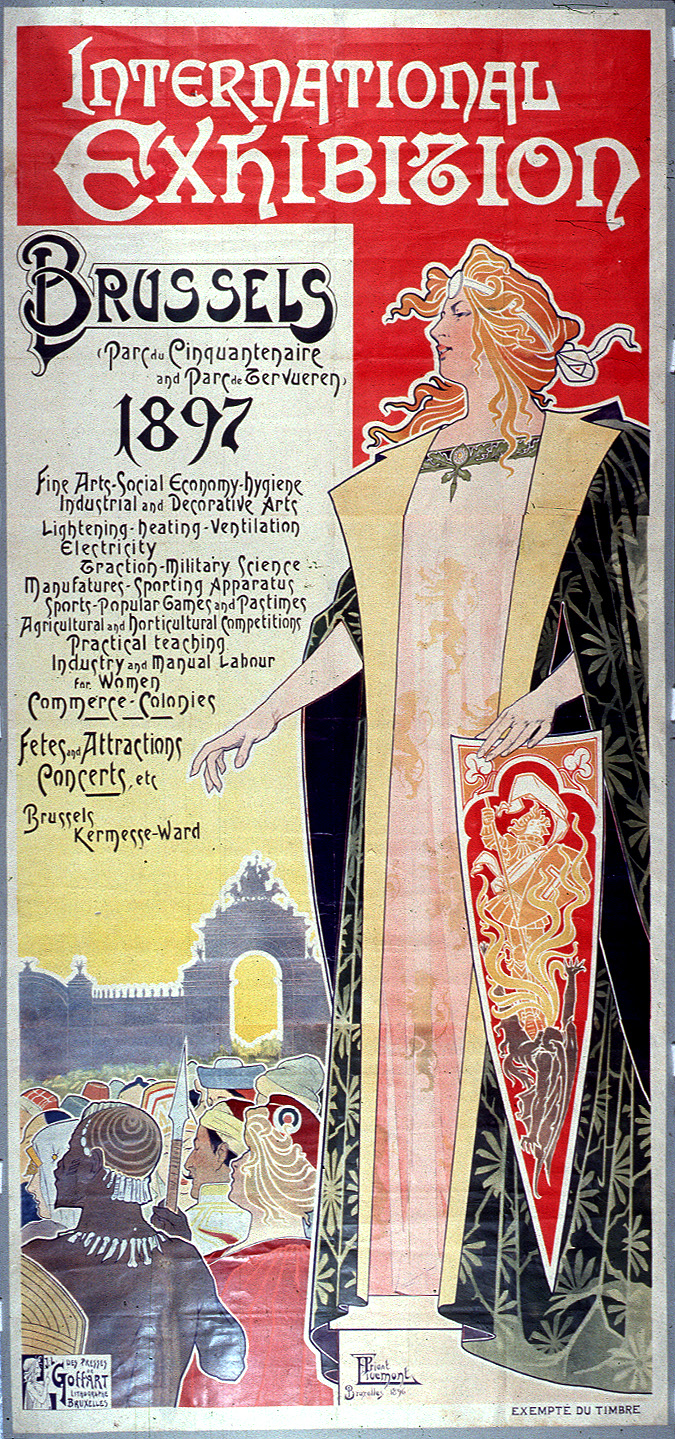
Плакат виставки роботи Хенрі Приват-Лівентона
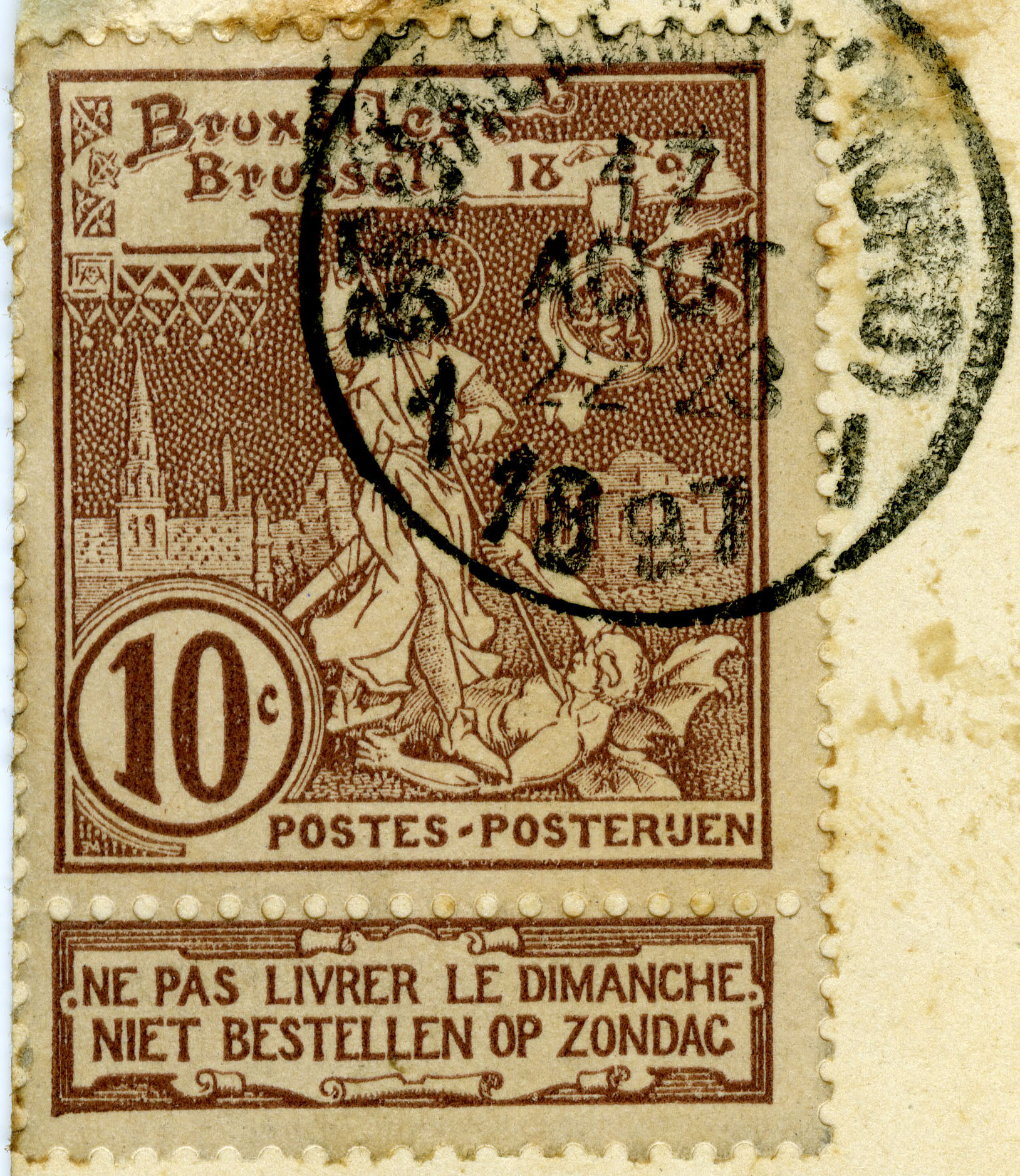
Марка, присвячена виставці
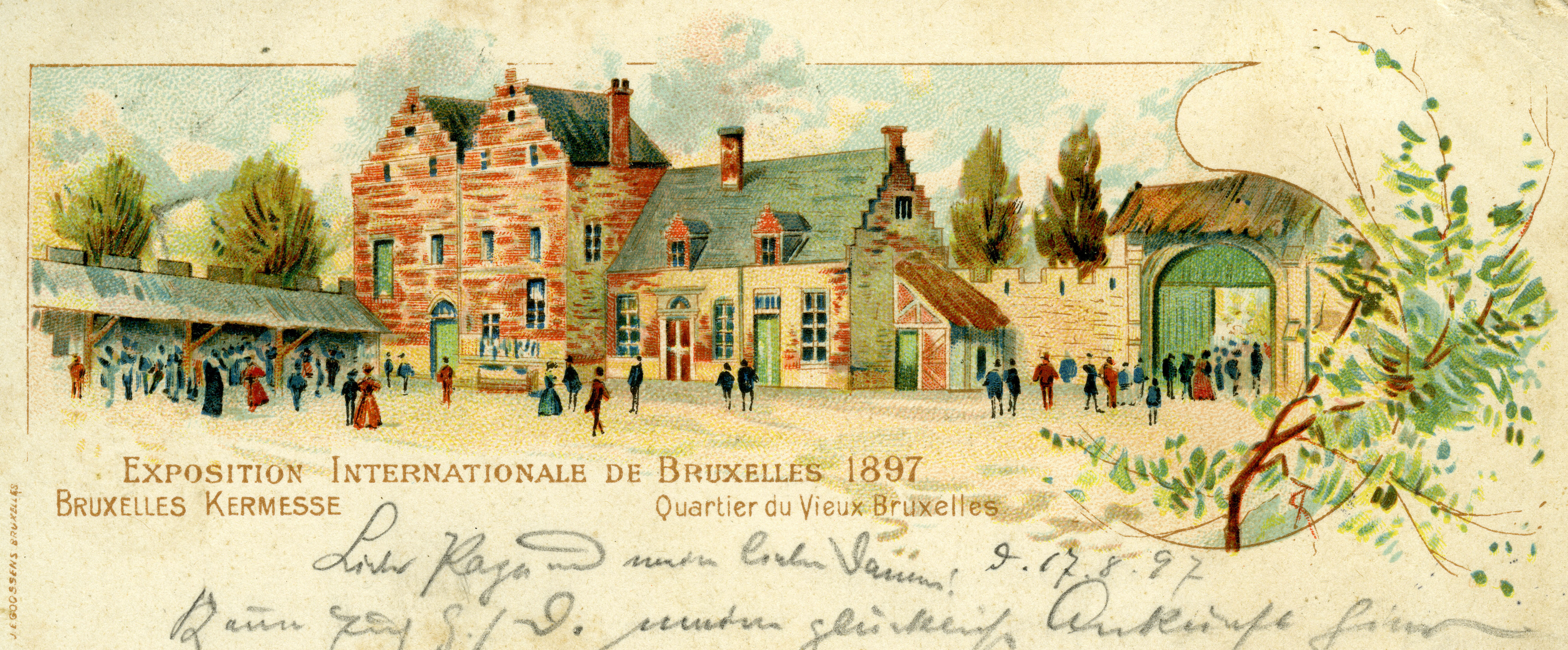
Поштова листівка, присвячена виставці